# 日向ゆみ
日向 ゆみ（ひなた ゆみ、1970年10月15日 - ）は、日本のAV女優。2005年に活動し、熟女系作品に出演した。

## 作品

### DVD
- 2005年 2月 5日 初脱ぎ熟女 Vol.25（クリスタル映像、オムニバス）
- 2005年 2月11日 ザ・面接 Vol.83 （アテナ映像、共演：8名）
- 2005年 3月12日 人妻温泉癒し系10（クリスタル映像、オムニバス）
- 2005年 3月15日 近親白書 母親失格4（マドンナ）
- 2005年 3月15日 こだわりの極上巨乳Gカップ95cm（ビーワン、女優名なし）
- 2005年 3月15日 人妻♪かずみさん（ビッグモーカル、共演：酒井るんな、瀬名涼子）

セル版に特典映像２種あり
- 2005年 3月25日 極選マダムズ2（ミリオン、オムニバス）
- 2005年 4月 9日 美熟女H 15（クリスタル映像、オムニバス）
- 2005年 4月 9日 未亡人 柔肌の悶え8（クリスタル映像、オムニバス）
- 2005年 4月15日 巨乳中出し（センタービレッジ）
- 2005年 4月15日 僕のおばさん（マドンナ）
- 2005年 5月 4日 痴漢女子便所6（ナチュラルハイ、オムニバス）
- 2005年 5月11日 おかあさん （センタービレッジ）
- 2005年 5月15日 うなじ美人の人妻風俗宿（ジャパングランプリ、共演：松下ゆうか 中村亜紀）
- 2005年 5月19日 巨乳傲慢婦人に強行中出し（センタービレッジ）
- 2005年 5月21日 奥様欲情日記（アテナ映像、オムニバス）
- 2005年 6月19日 僕のやさしいママになってください（ドグマ）
- 2005年 6月25日 異常性欲 3（クリスタル映像、オムニバス）
- 2005年 6月30日 新・裸のオーディション（ジャパンホームビデオ、オムニバス）
- 2005年 7月 2日 PORNOGRAPH 02（HMJM、オムニバス、ネット配信作品のDVD化）
- 2005年 7月 6日 人妻。それぞれの言い訳。（グローバルメディア、オムニバス）
- 2005年 7月10日 乳の日（モヒカン、Gゆみ名義）
- 2005年 7月22日 GカップOL揉みまくり（MEDIA ARTS）
- 2005年 8月 1日 非日常的悶絶遊戯 第四十三章（AVS）
- 2005年 8月 9日 艶熟 中出し（グローリークエスト）
- 2005年 8月12日 乳魂 熟女の美乳爆乳（桃太郎映像出版、共演：楠本ゆかり）
- 2005年 8月15日 生出し人妻不倫旅行02（ビッグモーカル）

セル版120分、レンタル版100分
- 2005年 9月 2日 癒しの妻 5 （桃太郎映像出版）
- 2005年 9月 5日 超絶 巨乳妻鬼畜射精 （七色万華鏡、日向裕美名義）
- 2005年 9月 8日 童貞の僕がいとこの巨乳三姉妹の家に居候した。 パート3（V&Rプロダクツ、共演：青山遥、小川音子）
- 2005年 9月 9日 もう義母さんでしかイケない（東京音光）
- 2005年 9月10日 ぬめる舌が絡まるディープキススペシャル＆フェラチオもあります（AVS、オムニバス、非日常的悶絶遊戯の未発表映像収録）
- 2005年 9月15日 豊乳中出し第十三章（ジュエル、日向奈津子名義）
- 2005年 9月23日 巨乳家族 義母も叔母も義妹も巨乳で僕はもう（ミリオン、共演：鮎川るい、明乃夕奈）

セル版（完全版）に特典映像あり
- 2005年 9月25日 女房の友達 魔性の乳房（マドンナ、共演：白鳥るり）
- 2005年10月15日 私は痴女 人妻編 奥さん!もう我慢できへん（クリスタル映像、オムニバス）
- 2005年10月25日 奴隷秘書室 性欲処理課の女（マドンナ）
- 2005年11月19日 熟れた友達のお母さんを犯しまくりたい（ドグマ）
- 2006年 1月20日 12人のカリスママダムズ２（ケイ・エム・プロデュース、オムニバス）
- 2008年 7月18日 中出しアルバイト vol.1 （映天、オムニバス、撮影時期不明、こだわりの極上巨乳Gカップ95cmの未発表映像？）

### その他DVD
- 2005年 12月5日 人格崩壊 三十路妻 底抜けの淫乱（ルミナス企画、異常性欲3の別編集版）
- 2006年 4月11日 未亡人 2 隠しても淫臭が溢れちゃう（ルミナス企画、未亡人 柔肌の悶え8の別編集版）
- 2006年 5月16日 熟女なで斬り 10連発 2（ルミナス企画、初脱ぎ熟女 Vol.25の別編集版）
- 2006年 9月15日 PRIVATE SPECIAL（T＆C、こだわりの極上巨乳Gカップ95cmの別編集版）
- 2006年10月25日 口淫Lips 04（ビッグモーカル、人妻♪かずみさん特典映像１作品の短縮版収録）

### ネット配信作品
- 配信日不明（2005年3月31日以前) PORNOGRAPH 02（HMJM、のちにDVD化）
- 2005年 4月13日 おいろけドットコム あゆみ１
- 2005年 7月 8日 おいろけドットコム あゆみ２
- 2010年10月20日 生々しい禁断S○X映像!!!（Hey動画、ゆみ名義）
- 2013年 5月 2日 禁断！！他人のＳ○Ｘを覗きたい（Hey動画、ゆみ名義）

### 雑誌（全て向井浩子名義）
- MADONNA HOUSE 2005年7月号
- MADONNA HOUSE 2005年11月号（DVD付き）